# Crawl

Crawl sett ovanifrån.

Crawl sett från sidan.

Crawl (tidigare alternativ stavning krål) är det simsätt som oftast används vid frisim och nästan alltid av alla elitsimmare, eftersom det är det snabbaste simsättet för den som klarar av det.
Vid crawl används i första hand armarna, men även benen. Simmaren paddlar sig fram, med vartannat tag vänster och vartannat tag höger arm, samtidigt som benen sparkas upp och ner.
Historiskt har européer bara simmat bröstsim i modern tid, men variationer av crawl verkar ha existerat i de assyriska, egyptiska och grekiska civilisationerna. Det fanns också crawl på många andra ställen runtom i världen, även i modern tid, som bland de nordamerikanska urbefolkningarna. Ett av de första dokumenterade tillfällen av crawl i Europa i modern tid var när en delegation från chippewafolket medverkade i en simuppvisning arrangerad av George Catlin och The British Swimming Society i High Holborn, London, 1844. Först vann Weenishkaweebe över Sahmah innan han mötte en lokal simmare, Harold Kenworthy. Weenishkaweebe förlorade mot Kenworthy, som simmade bröstsim. Stilen, crawl, som chippewamännen använde väckte uppmärksamhet. The Times skrev att den var "totalt o-europeisk" och "grotesk".
Under flera decennier efteråt ansåg britterna att det plaskande simsättet var ovärdigt en gentleman, men med tiden började brittiska tävlingssimmare röra armarna som crawl medan de behöll benrörelserna från bröstsim, för att till sist crawla fullt ut.
I tävlingssammanhang introducerades crawl av Richard Cavill omkring sekelskiftet 1900.
"Kråla" blev populärt i Sverige i mitten av 1930-talet. Den förste läraren ansluten till Svenska Simförbundet att lära ut det var gymnastikdirektören Sigge Bergman i Saltsjöbaden.

## Crawlteknik
Tekniken i krål kan variera mycket beroende på simmaren och hur lång sträckan är. På kortare sträckor har simmarna mycket snabbare armtag och effektivare spark och de andas mer sällan. Vissa simmare andas inte en enda gång på 50 meter, eftersom varje andning försämrar tiden. På längre sträckor är det däremot vanligast att andas på vartannat eller vart tredje armtag och sparka mycket långsammare, till och med bara en spark per armtag. Crawl simmas på mage och är om det simmas med rätt teknik, också det minst ansträngande per distansenhet.
Armtaget består av två delar, själva draget och återföringen av armen. I början av draget sträcks armen så långt fram som möjligt utan att spänna den alltför mycket. Genast då armen är i vattnet börjar draget. Armbågen ska vara lite böjd för att undvika belastning av axeln och få mer kraft i draget. Det finns olika tekniker för hur man gör armtaget. Traditionellt lärs det ut att man ska dra armen ända till slut ner mot benet och öka farten på draget mot slutet, för att komma så långt som möjligt med ett drag. En annan teknik är att man "förankrar" armen nedåt och glider med bålen över armen, utan att medvetet dra armen bakåt. Handen ska inte i något skede av draget gå över mitten av kroppen eftersom det då är svårt att simma i en rak linje. Med återföringen av armen menas den delen av draget som sker ovanför vattenytan. Efter att själva draget är slut sträcks kroppen så att armen lätt kan föras fram ovanför vattenytan. Kroppen ska sträckas så att belastning av axeln undviks och armens naturliga rörelselinje bevaras. 
I crawl används så kallad crawlbenspark, vilket betyder att man sparkar turvis upp och ner med benen. Man kan använda 6-taktspark, 3-taktpark per armtag eller 2-taktspark med 1 benspark per armtag. För att sparken ska vara effektiv måste den börja ända från höften och inte bara från knäna. 
När man simmar crawl är det viktigt att huvudet hålls ner och blicken är fäst vid bottnen av bassängen. Om huvudet lyfts upp, sjunker benen, och därmed får man dålig balans, vilket ökar vattenmotståndet betydligt. Andningen sker genom att vrida huvudet åt sidan samtidigt som man lyfter armen ur vattnet. Det är viktigt att huvudet inte lyfts upp vid andningen. Låt ansiktet följa med axeln uppåt, så att munnen kommer precis över vattenytan. 

## Triathlon
I simmomentet vid Triathlon gäller fritt simsätt. Crawl används av alla i eliten. Crawl har den ytterligare fördelen i triathlon att man sparar benen, vilket är bra för cykling och löpning. Normalt simmar man i öppet vatten (ej i bassäng), och om det är lite kallare (normalt i Sverige) får man ha våtdräkt, en gummidräkt som ej är 100 % tät men ändå skyddar bra mot kyla. Dräkten ger en fördel, för man flyter bättre, och får bättre vattenläge, så det har alla i eliten om det är tillåtet. Crawl gynnas ytterligare av dräkt då man slipper sparka så mycket, det sparar benen. Nackdelen med crawl i triathlon är att det är svårt att navigera, eftersom botten inte syns i öppet vatten, och man andas åt sidan. Man bör fästa blicken på något fast föremål åt sidan, samt titta upp framåt ibland. Detta problem kräver viss erfarenhet och träning.